# Missione impossibile (programma televisivo)
Missione impossibile è stato un programma televisivo italiano andato in onda in prima serata su Canale 5 dal 18 ottobre al 18 novembre 1998, per cinque puntate, con la conduzione di Maria De Filippi.
Autori della trasmissione erano la stessa De Filippi insieme a Raffaella Mennoia e Sabina Gregoretti, anche produttrice del format. La regia era di Paolo Pietrangeli.

## La trasmissione
Il programma, voluto da Maurizio Costanzo, all'epoca direttore di Canale 5 e già marito di Maria De Filippi, fu proposto nell'autunno 1998 in sostituzione di Stranamore, a causa dei problemi di salute che colpirono il conduttore Alberto Castagna, anticipandone la trasmissione originariamente prevista per i primi mesi del 1999.
La trasmissione riproponeva uno dei temi maggiormente affrontati dalla conduttrice durante i suoi precedenti programmi, Amici e Uomini e donne, ovvero l'incomunicabilità tra le persone, specialmente negli ambiti familiari. Il format del programma si basa infatti sull'interazione tra due persone comuni, una delle quali "collegata" con la De Filippi (appostata in un pulmino nei dintorni del luogo dell'incontro) via auricolare, la quale suggeriva al protagonista di ciascuna storia le cose da dire alla controparte nel caso si rischiasse di non trovare le parole giuste per interagire. Il tutto veniva ripreso da una telecamera nascosta, e i protagonisti dei filmati dovevano firmare una liberatoria al termine delle riprese per la trasmissione televisiva del colloquio.
A corredare il format di base, una delle prime forme di reality show trasmesse in Italia, erano alcune candid camera aventi come protagonista l'attrice Anna Longhi, che vertevano sulla prominenza dell'apparire rispetto all'essere.
Nel corso delle puntate, la trasmissione ha tuttavia cambiato impostazione, introducendo già dalla seconda puntata alcuni momenti registrati in studio e limitando l'uso dell'auricolare, che provocò diverse critiche, riportando la conduttrice al ruolo di "mediatrice" che aveva già sperimentato nelle sue precedenti trasmissioni.

### Accoglienza della critica
Il programma non fu accolto positivamente da parte della critica, che accusò la conduttrice di strumentalizzare il disagio dei protagonisti del programma per fini televisivi; a queste accuse, la conduttrice rispose affermando che le persone coinvolte dovevano firmare una liberatoria per la trasmissione del materiale girato, essendo quindi favorevoli alla spettacolarizzazione della loro problematica.
Alcune somiglianze vennero indicate con la trasmissione di qualche anno prima, Non è la RAI, dove il regista Gianni Boncompagni faceva un uso similare dell'auricolare per guidare la conduzione di Ambra Angiolini, mentre altri critici notarono un richiamo ad una parte del film The Truman Show, uscito in quello stesso anno.

### Accoglienza del pubblico
Inizialmente Missione impossibile andava in onda nella prima serata della domenica, collocazione storica della trasmissione di Alberto Castagna Stranamore. Il programma debuttò con un bassissimo risultato d'ascolti, appena il 13% di share, che portò ad una repentina modifica del format, accompagnata da alcune polemiche da parte di Maurizio Costanzo, in veste di direttore di rete Canale 5, che minacciò le dimissioni dall'incarico, poiché secondo alcune indiscrezioni Mediaset aveva intenzione di cancellare la trasmissione senza comunicarglielo.
Nonostante le modifiche al format, tuttavia, gli ascolti rimasero bassi, e dopo la terza puntata la trasmissione fu spostata alla serata del mercoledì, in passato già occupata con successo dalla De Filippi dall'edizione serale del talk show Amici. In questa nuova collocazione i risultati d'ascolto migliorarono, salendo a oltre 4 milioni e mezzo e al 19% di share. Tuttavia, fu decisa la cancellazione della trasmissione dopo cinque puntate trasmesse delle sei previste in origine (e che avrebbero dovuto avere un seguito nel 1999).
La trasmissione ottenne un dato medio di 3.900.000 telespettatori, diventando così il primo flop televisivo di Maria De Filippi, che però chiarì a più riprese di avere avuto poco tempo per preparare la trasmissione, a causa dell'improvvisa malattia di Castagna e della necessità di sostituirlo con questo format, che sarebbe dovuto andare in onda nel 1999, e che era stato dunque anticipato di diversi mesi.